# بوليمر ذكي
البوليمرات الذكية أو البوليمرات المستجيبة للمثيرات هي بوليمرات عالية الأداء تتغير وفقاً للبيئة التي توجد فيها. يمكن أن تكون هذه المواد حساسة لعدد من العوامل ، مثل درجة الحرارة أو الرطوبة أو الأس الهيدروجيني أو الطول الموجي أو شدة الضوء أو الكهرباء أو المجال المغناطيسي ، ويمكن أن تستجيب بطرق مختلفة ، مثل تغيير اللون أو الشفافية ، أن تصبح موصل أو منفذا للماء أو تغيير الشكل (بوليميرات ذاكرة الشكل). عادة ما تكون التغييرات الطفيفة في البيئة كافية للحث على تغييرات كبيرة في خصائص البوليمر.
تظهر البوليمرات الذكية في التطبيقات عالية التخصص والمنتجات اليومية على حد سواء. يتم استخدامها لإنتاج الهلاميات المائية ، والتعبئة القابلة للتحلل الحيوي ، وإلى حد كبير في الهندسة الطبية الحيوية. مثال واحد هو البوليمر الذي يخضع لتغير التوافقية استجابة لتغير الرقم الهيدروجيني ، والذي يمكن استخدامه في توصيل الدواء. [1] آخر هو بوليمر حساس للرطوبة يستخدم في ضمادات الجروح ذاتية التكيف التي تقوم تلقائيًا بتنظيم توازن الرطوبة في وحول الجرح. [2] [3]
إن الاستجابة غير الخطية للبوليمرات الذكية هي ما يجعلها فريدة وفعّالة. يمكن إحداث تغيير كبير في البنية والخصائص بواسطة حافز صغير جدا. وبمجرد حدوث هذا التغيير ، لا يوجد أي تغيير آخر ، مما يعني حدوث استجابة يمكن التنبؤ بها كل شيء أو لا شيء ، مع توحيد تام في جميع أنحاء البوليمر. قد تعمل البوليمرات الذكية على تغيير خصائص التشوه أو الالتصاق أو الاحتفاظ بالماء ، بسبب التغيرات الطفيفة في الأس الهيدروجيني أو القوة الأيونية أو درجة الحرارة أو غيرها من المحفزات.
هناك عامل آخر في فعالية البوليمرات الذكية يكمن في الطبيعة المتأصلة للبوليمرات بشكل عام. إن قوة استجابة كل جزيء للتغيرات في المنبهات هي مركب التغيرات في وحدات أحادية المونومر الفردية ، والتي ستكون وحدها ضعيفة. ومع ذلك ، فإن هذه الاستجابات الضعيفة ، التي تضاعفت مئات أو آلاف المرات ، تخلق قوة كبيرة لقيادة العمليات البيولوجية.

## المحفزات
العديد من أنظمة البوليمر تستجيب لدرجة الحرارة ، تمر بمرحلة انتقالية حرجة منخفضة لدرجة الحرارة. واحدة من هذه البوليمرات الأفضل دراسة هي البولي (N-isopropylacryamide) ، مع درجة حرارة انتقال تبلغ حوالي 33 درجة مئوية. العديد من الأكريلاميدات N-alkyl المتجانسة تظهر أيضًا سلوك LCST ، مع درجة حرارة انتقال تبعاً لطول السلسلة الجانبية الكارهة للماء. فوق درجة الحرارة الانتقالية ، تصبح هذه البوليمرات غير قابلة للذوبان في الماء. يعتقد هذا السلوك أن entropy مدفوعة.

## التصنيف والكيمياء
في الوقت الحالي ، يعد الاستخدام الأكثر شيوعًا للبوليمرات الذكية في الطب الحيوي هو توصيل الأدوية المستهدفة بشكل محدد. منذ ظهور الأدوية الموقوتة ، واجه العلماء مشكلة إيجاد طرق لتوصيل الأدوية إلى موقع معين في الجسم دون أن يتحللوا أولاً في بيئة المعدة شديدة الحموضة. إن الوقاية من الآثار الضارة للعظام والأنسجة السليمة هي أيضاً من الاعتبارات الهامة. ابتكر الباحثون طرقًا لاستخدام البوليمرات الذكية للتحكم في إطلاق الأدوية إلى أن يصل نظام التوصيل إلى الهدف المنشود. يتم التحكم في هذا الإطلاق إما عن طريق المشغل الكيميائي أو الفسيولوجي.
توجد البوليمرات الذكية الخطية والمصفوفة مع مجموعة متنوعة من الخصائص التي تعتمد على المجموعات الوظيفية التفاعلية والسلاسل الجانبية. قد تستجيب هذه المجموعات إلى درجة الحموضة ، ودرجة الحرارة ، والقوة الأيونية ، والمجالات الكهربائية أو المغناطيسية ، والضوء. ترتبط بعض البوليمرات ارتباطًا عكسيًا عبر روابط غير مساوية يمكن أن تنكسر وتعتمد على ظروف خارجية. كانت تقنية النانو أساسية في تطوير بعض البوليمرات النانوية مثل dendrimers و fullerenes ، والتي تم تطبيقها على توصيل الدواء. وقد تم تغليف المخدرات التقليدية باستخدام البوليمرات حمض اللبنيك. وقد شهدت التطورات الحديثة تكوين المصفوفات الشبيهة بالشعر والتي تحافظ على اندماج الدواء محل الاهتمام أو الالتفاف بين خيوط البوليمر.
تطلق مصفوفات البوليمر الذكية الأدوية عن طريق تفاعل كيميائي أو فيزيولوجي لتغيير البنية ، غالباً ما يكون تفاعل تحلل مائي ينتج عنه انشقاق في الروابط وإطلاق الدواء حيث تتكسر المصفوفة إلى مكونات قابلة للتحلل. إن استخدام البوليمرات الطبيعية قد أفسح المجال للبوليمرات المركبة صناعياً مثل polyanhydrides والبوليستر وأحماض البولي أكريليك والبولي (methyl methacrylates) والبولي يوريثانات. فقد وجد أن البوليمرات المائية ، غير المتبلرة ، ذات الوزن الجزيئي المنخفض التي تحتوي على ذرات غير متجانسة (أي ذرات أخرى غير الكربون) تتحلل أسرع. يتحكم العلماء في معدل توصيل الدواء عن طريق تغيير هذه الخصائص وبالتالي ضبط معدل التدهور.
إن الكوبوليمر الطعم والكتلة عبارة عن بوليمرين مختلفين تم تطعيمهما معًا. يوجد بالفعل عدد من براءات الاختراع لمجموعات مختلفة من البوليمرات مع مجموعات تفاعلية مختلفة. يعرض المنتج خصائص كل من المكونات الفردية التي تضيف بعدًا جديدًا لبنية بوليمر ذكية ، وقد تكون مفيدة في بعض التطبيقات. ينتج عن البوليمرات المتشابكة الكارهة للماء والماء الماء تكوين هياكل شبيهة بالميكسل يمكنها أن تساعد بشكل فعال على توصيل الدواء عبر وسط مائي حتى تتسبب الظروف في الموقع المستهدف في انهيار كلا البوليمرات في وقت واحد.
قد يكون نهج التطعيم والكتلة مفيدًا في حل المشكلات التي تواجه استخدام بوليمر بيولوجي شائع مشترك ، وهو حمض بولي أكريليك (PAAc). تلتصق PAAc بالأسطح المخاطية ولكنها تتورم وتتحلل بسرعة عند الرقم الهيدروجيني 7.4 ، مما يؤدي إلى الإفراج السريع للعقاقير المحتبسة في المصفوفة. مزيج من PAAc مع بوليمر آخر أقل حساسية للتغيرات في الأس الهيدروجيني المحايدة قد يزيد من وقت الإقامة ويبطئ إطلاق الدواء ، وبالتالي تحسين التوافر الحيوي وفعاليته.
الهلاميات المائية عبارة عن شبكات بوليمر لا تذوب في الماء ولكنها تنتفخ أو تنهار في البيئات المائية المتغيرة. وهي مفيدة في التكنولوجيا الحيوية لفصل الطور لأنها قابلة لإعادة الاستخدام أو إعادة التدوير. ويجري التحقيق في طرق جديدة للتحكم في التدفق ، أو التقاط وإطلاق المركبات الهدف ، في الهلاميات المائية ،. وقد وضعت الهلاميات المائية المتخصصة للغاية لتسليم وإطلاق الأدوية في أنسجة محددة. الهلاميات المائية المصنوعة من PAAc شائعة بشكل خاص بسبب خصائصها bioadhesive والامتصاص الهائل.
تجميد الإنزيم في الهلاميات المائية هو عملية راسخة إلى حد ما. يمكن بشكل مماثل تطبيق شبكات البوليمر المتصالبة ذات الارتباط العكسي والهجيليات المائية على نظام بيولوجي حيث يتم إطلاق الاستجابة وإطلاق الدواء من الجزيء المستهدف نفسه. بدلاً من ذلك ، قد يتم تشغيل الاستجابة أو إيقاف تشغيلها بواسطة منتج تفاعل إنزيم. ويتم ذلك غالبًا عن طريق دمج إنزيم أو مستقبل أو جسم مضاد ، يرتبط بجزئ الفائدة ، في الهدروجيل. بمجرد حدوثه ، يحدث تفاعل كيميائي يؤدي إلى رد فعل من هيدروجيل. يمكن أن يكون الزناد هو الأكسجين أو الإحساس باستخدام إنزيمات الأكسيدوروكتاز أو استجابة لاستشعار الأس الهيدروجيني. مثال على هذا الأخير هو الجمع بين انصباب الجلوكوز أوكسيديز والأنسولين في هيدروجيل استجابة درجة الحموضة. في وجود الجلوكوز ، فإن تشكيل حمض الغلوكاكون بواسطة محفزات الإنزيم يطلق الإنسولين من الهيدروجيل.
هناك معياران لهذه التقنية للعمل بفعالية هما استقرار الإنزيمات والحركية السريعة (استجابة سريعة إلى الزناد والتعافي بعد إزالة الزناد). تم اختبار العديد من الاستراتيجيات في أبحاث مرض السكر من النوع الأول ، والتي تتضمن استخدام أنواع مشابهة من البوليمرات الذكية التي يمكنها اكتشاف التغيرات في مستويات الجلوكوز في الدم وإطلاق الإنتاج أو إطلاق الأنسولين. وبالمثل ، هناك العديد من التطبيقات الممكنة للهجيليات المائية المماثلة كعوامل توصيل الدواء لحالات وأمراض أخرى.

## تطبيقات أخرى
البوليمرات الذكية ليست فقط من أجل توصيل الدواء. خصائصها تجعلها مناسبة بشكل خاص ل bioseparations. قد يتم تقليل الوقت والتكاليف التي ينطوي عليها تنقية البروتينات بشكل ملحوظ باستخدام البوليمرات الذكية التي تخضع لتغييرات سريعة عكسية استجابة لتغير في الخصائص المتوسطة. وقد استخدمت أنظمة مقترنة لسنوات عديدة في الانفصال البدني والأقارب والمناعة المناعية. تتجلى التغيرات المجهرية في تركيبة البوليمر على شكل تشكيل متهور ، والذي يمكن استخدامه للمساعدة في فصل البروتينات المحتبسة عن المحلول.
تعمل هذه الأنظمة عندما يكون البروتين أو الجزيئات الأخرى التي يتم فصلها عن المزيج ، وتشكل bioconjugate مع البوليمر ، وترسب مع البوليمر عندما تخضع بيئتها للتغيير. تتم إزالة الراسب من الوسائط ، وبالتالي فصل المكون المرغوب في الاتحاد من بقية الخليط. تعتمد إزالة هذا المكون من الاتحاد على استعادة البوليمر والعودة إلى حالته الأصلية ، وبالتالي فإن الهلاميات المائية مفيدة جدًا لمثل هذه العمليات.
ومن الأساليب الأخرى للتحكم في التفاعلات البيولوجية باستخدام البوليمرات الذكية ، إعداد بروتينات مؤتلفة مع مواقع ربط مدمجة للبوليمر قريبة من مواقع الربط بالجين أو الخلايا. تم استخدام هذه التقنية للتحكم في نشاط ربط الربيطة والخلية ، بناءً على مجموعة متنوعة من المحفزات بما في ذلك درجة الحرارة والضوء.
تلعب البوليمرات الذكية دورًا أساسيًا في تكنولوجيا ضمادات الجروح ذاتية التكيف. يقدم تصميم الضماد بوليميرات ذكية اصطناعية فائقة الامتصاص مثبتة في مصفوفة الألياف ثلاثية الأبعاد مع وظيفة مضافة للترطيب يتم تحقيقها عن طريق تضمين هيدروجيل في قلب المادة.
يعتمد أسلوب عمل ارتداء الملابس على قدرة البوليمرات على الإحساس بالرطوبة المتغيرة ومحتوى السوائل المتغيرة في جميع مناطق الجرح في وقت واحد والتكيف معها بشكل تلقائي وعكس من الامتصاص إلى الترطيب. يضمن عمل البوليمر الذكي الاستجابة المتزامنة النشطة لمواد التلبيس للتغيرات في وحول الجرح لدعم بيئة الشفاء الرطبة المثلى في جميع الأوقات. [2] [3]

## التطبيقات المستقبلية
وقد اقترح أن البوليمرات يمكن تطويرها التي يمكن أن تتعلم والسلوك الذاتي تصحيح مع مرور الوقت. على الرغم من أن هذا قد يكون احتمالًا بعيدًا ، إلا أن هناك تطبيقات أخرى أكثر ملاءمة يبدو أنها ستأتي في المستقبل القريب. واحدة من هذه هي فكرة المراحيض الذكية التي تحلل البول وتساعد في تحديد المشاكل الصحية. في التكنولوجيا الحيوية البيئية ، تم اقتراح أنظمة الري الذكية. سيكون من المفيد بشكل لا يصدق أن يكون هناك نظام يتم تشغيله وإيقافه ، ويتحكم في تركيزات الأسمدة ، استنادًا إلى رطوبة التربة ، ودرجة الحموضة ومستويات المغذيات. هناك العديد من الطرق المبتكرة لأنظمة توصيل الدواء الموجهة التي تقوم بتنظيم نفسها اعتمادا على محيطها الخلوي الفريد ، هي أيضا قيد التحقيق.
هناك مشاكل واضحة محتملة مرتبطة باستخدام البوليمرات الذكية في الطب الحيوي. والأكثر إثارة للقلق هو احتمال حدوث سمية أو عدم توافق في المواد الاصطناعية في الجسم ، بما في ذلك منتجات التحلل والمنتجات الثانوية. ومع ذلك ، تتمتع البوليمرات الذكية بإمكانيات هائلة في مجال التكنولوجيا الحيوية والتطبيقات الطبية الحيوية إذا كان من الممكن التغلب على هذه العقبات.